# Les Femmes de ses rêves
Pour les articles homonymes, voir The Heartbreak Kid.
Pour plus de détails, voir Fiche technique et Distribution.
Les Femmes de ses rêves ou Le Brise-cœur au Québec (The Heartbreak Kid) est une comédie romantique américaine réalisée par les frères Farrelly, sortie en 2007 avec Ben Stiller dans le rôle principal. Il s'agit du remake du film Le Brise-cœur d'Elaine May, sorti en 1972.

## Synopsis
Eddie Cantrow, la quarantaine et célibataire, est poussé par son père et son meilleur ami à trouver rapidement la future madame Cantrow. Suivant leurs conseils, il se marie avec Lila, rencontrée par hasard peu de temps auparavant, et part avec elle au Mexique fêter leur lune de miel. Ce voyage, riche en rebondissements, sera pour lui l'occasion de découvrir la véritable personnalité de Lila.

## Fiche technique
Sauf indication contraire, les informations mentionnées dans cette section peuvent être confirmées par les bases de données cinématographiques IMDb et Allociné,  présentes dans la section « Liens externes ».
- Titre original : The Heartbreak Kid
- Titre français : Les Femmes de ses rêves
- Titre québécois : Le Brise-cœur[1],[2]
- Réalisateurs : Peter et Bobby Farrelly
- Scénario : Scot Armstrong (en), Kevin Barnett, Leslie Dixon, Bobby Farrelly et Peter Farrelly, d'après la nouvelle A Change of Plan de Bruce Jay Friedman
- Musique : Bill Ryan et Brendan Ryan
- Direction artistique : Stephanie J. Gordon
- Décors : Sydney J. Bartholomew Jr. et Arlan Jay Vetter
- Costumes : Louise Mingenbach
- Photographie : Matthew F. Leonetti
- Son : Steve Bartkowicz, Andrew DeCristofaro, Detlef Halaski, Scott Millan, Christian P. Minkler, Jon Taylor
- Montage : Alan Baumgarten (en) et Sam Seig
- Production : Ted Field et Bradley Thomas
  - Production déléguée : John Davis, Marc S. Fischer, Joe Rosenberg et Charles B. Wessler
  - Production associée : Matthew Aufdenspring, Ellen Dumouchel et Hal Olofsson
  - Coproduction : Mark Charpentier, Tony Lord, Kris Meyer et Matt Weaver
- Sociétés de production : Conundrum Entertainment, Davis Entertainment et Radar Pictures, présenté par Dreamworks Pictures
- Sociétés de distribution : Paramount Pictures (États-Unis) ; Paramount Pictures France (France) ; Universal Pictures International (Belgique, Suisse romande)[3]
- Budget : 60 millions USD[4]
- Pays de production :  États-Unis
- Langues originales : anglais, espagnol
- Format : couleur (Technicolor / DeLuxe) — 35 mm — 2.35:1 — son SDDS / DTS / Dolby Digital
- Genre : comédie, romance
- Durée : 116 minutes
- Dates de sortie[5] :
  - États-Unis, Québec : 5 octobre 2007[1]
  - Belgique : 17 octobre 2007[6]
  - Suisse romande : 7 novembre 2007[7]
  - France : 28 novembre 2007[8]
- Classification[9] :
  - États-Unis : les enfants de moins de 17 ans doivent être accompagnés d'un adulte (R – Restricted)[N 1]
  - France : tous publics[10]
  - Belgique : tous publics (Alle Leeftijden)[6]
  - Suisse romande : interdit aux moins de 14 ans[11]
  - Québec : 16 ans et plus (langage vulgaire) (16+ / 16 years and over)[1]

## Distribution
Légende : V. F. : voix françaises, V. Q. : voix québécoises
- Ben Stiller (V. F. : Maurice Decoster ; V. Q. : Alain Zouvi) : Eddie Cantrow
- Malin Åkerman (V. F. : Barbara Beretta ; V. Q. : Catherine Proulx-Lemay) : Lila
- Michelle Monaghan (V. F. : Ingrid Donnadieu ; V. Q. : Geneviève Désilets) : Miranda
- Jerry Stiller (V. F. : Jean-Pierre Gernez ; V. Q. : Hubert Fielden) : Doc
- Rob Corddry (V. F. : Xavier Fagnon ; V. Q. : Tristan Harvey) : Mac
- Carlos Mencia (V. F. : Julien Kramer ; V. Q. : Manuel Tadros) : Oncle Tito
- Danny R. McBride (V. F. : Jean-Jacques Nervest ; V. Q. : Frédérik Zacharek) : Martin
- Sandra Ramirez : Sandra Ramirez
- Betsy Rue : Mimi
- Leslie Easterbrook : la mère de Jodi
- Joel Bryant : Michael
- Amy Sloan : Deborah
- E.E. Bell : le père de la touriste
- Lorna Scott : la mère de la touriste
- Miranda May : la fille touriste
- Lauren Bowles : Tammy
- Johnny Sneed : Cal
- Dean Norris : le père de la mariée
- Betsy Rue : Mimi
- Natalie Carter : La petite fille lors du mariage
- David Hodges : un invité au mariage
- Donn Andrew Simmons : un invité au mariage
- Scott Updegrave : un invité au mariage
- Roy Jenkins (V. Q. : François Godin) : Buzz
- Michael Kromka : un jumeau
- Nicholas Kromka : un jumeau
- Brian Vowell : le conducteur du camion
- Mishon Ratliff : Acteur
- Alejandro Patino : Acteur
- Kayla Kleevage : Actrice
- Brad Newman : Acteur
- Jeff Bredt : un invité au mariage
- David Pearl : le petit copain
- Gato Scatena :  le surfeur
- Eva Longoria (V. F. : Odile Schmitt) :  Consuela
- Natalie Carter : jeune fille au mariage
- Scott Wilson : Boo

## Production

### Tournage
Le tournage des Femmes de ses rêves s'est déroulé dans les villes de Los Angeles et San Francisco, dans l'État de Californie, mais également à Cabo San Lucas, petite ville située à l'extrémité sud de la péninsule de la Basse-Californie du Sud, au Mexique.

## Accueil

### Accueil critique
Dans les pays anglophones, Les Femmes de ses rêves a rencontré des critiques allant de mitigées à négatives, puisque sur le site Rotten Tomatoes, seul 29 % des 156 commentaires dans la catégorie All Critics ont donné un avis positif au film, avec une note moyenne de 4.6⁄10. Dans la catégorie Top Critics, seul 27 % sur les 33 commentaires lui ont donné un avis favorable, avec une note moyenne de 4.6⁄10. Le consensus du site étant « Malgré quelques performances plaisantes, Les Femmes de ses rêves n'est pas aussi audacieux ni aussi drôle que les précédents films des frères Farrelly,. » Le site Metacritic, quant à lui, lui attribue un score de 46⁄100, sur la base de 30 commentaires. L'audience du public reste assez varié au long-métrage : il obtient une audience de 68 % sur le site Rotten Tomatoes, mais le site Metacritic lui attribue un score de 4.7⁄10 de la part du public, sur la base de 61 notes.
En France, le site Allociné, ayant recensé vingt-deux titres de presse, le film a obtenu une note moyenne de 3.3⁄5.

### Box-office
| Pays ou région | Box-office      | Date d'arrêt du box-office | Nombre de semaines |
| -------------- | --------------- | -------------------------- | ------------------ |
| Mondial        | 127 768 790 $   | 16 mars 2008               | 22                 |
| États-Unis     | 36 787 257 $    | 5 octobre 2007             | 9                  |
| France         | 589 228 entrées | 9 janvier 2008             | 7                  |

#### Performance au box-office
Lors de son premier week-end d'exploitation en salles aux États-Unis, Les Femmes de ses rêves démarre à la seconde place du box-office américain avec 14 022 105 $ de recettes derrière Maxi papa (The Game Plan), position qu'il gardera lors de sa première semaine d'exploitation avec 18 575 560 $. Les recettes du premier week-end restent décevantes contrairement aux précédents films des frères Farrelly . Au fil des semaines, le film chute sensiblement au box-office pour finir son exploitation à sa neuvième semaine avec des recettes de 36 787 257 $.
Néanmoins, la déception au box-office américain est compensée grâce aux recettes internationales, puisque le film totalise 90 981 533 $, le meilleur score revenant au Royaume-Uni, qui totalise 9 963 951 $. En France, le film totalise 5 030 191 $, soit 589 228 entrées, en sept semaines.
Au box-office mondial, Les Femmes de ses rêves totalise 127 768 790 $.

## Distinctions

### Récompense
- Women Film Critics Circle Awards 2007 : personnage masculin le plus offensant[27]

### Sélection
- Festival du cinéma américain de Deauville 2007 : premières - hors compétition[28]

## Éditions en vidéo
- En France, le film Les Femmes de ses rêves est sorti en DVD le 28 mai 2008[29] puis en VOD le 15 octobre 2017[8]
- Au Québec, le film est sorti en DVD le 8 janvier 2008[1].